# South Sydney Rabbitohs
I South Sydney Rabbitohs sono una squadra australiana professionista di rugby a 13 con sede a Redfern, un sobborgo dell'entroterra meridionale di Sydney, nel Nuovo Galles del Sud. Partecipano al campionato della National Rugby League (NRL) e sono una delle nove squadre esistenti della capitale dello stato. Sono spesso chiamati Souths e The Bunnies.
Il club è stato fondato nel 1908 come uno dei membri fondatori della New South Wales Rugby Football League e rappresenta una delle squadre di rugby a 13 più antiche dell'Australia. I Rabbitohs vennero formati - secondo il loro originale articolo del 1908 con la competizione NSWRL - per rappresentare i municipi di Redfern, Alexandria, Zetland, Waterloo, Mascot e Botanica della città di Sydney. I South Sydney Rabbitohs rappresentano uno dei due soli club fondatori ancora presenti nell'NRL, insieme ai Sydney Roosters. Il South Sydney District Rugby League Football Club è attualmente una società controllata per il 75% dalla Blackcourt League Investments (a sua volta posseduta al 50% dall'attore Russell Crowe e al 50% dalla Consolidated Press Holdings di James Packer) e, per il restante 25%, è di proprietà dei membri finanziari del club.
Il tradizionale territorio dei Rabbitohs comprende i sobborghi, un tempo tipicamente operai della Sydney centromeridionale, ora generalmente occupati dalle fabbriche. Il club ha sede a Redfern, dove si trovano le strutture amministrative e di formazione del club, ma da tempo hanno una vasta base di tifosi diffusa in tutto il Nuovo Galles del Sud. Il terreno di casa della squadra è attualmente lo Stadium Australia nel Sydney Olympic Park. I South Sydney sono la squadra di maggior successo nella storia del rugby a 13 australiano in termini di campionati vinti in totale, dopo aver vinto 21 titoli di campionato. Oltre a vincere il maggior numero di premiership, i Rabbitohs hanno anche la particolarità di essere l'unico club ad aver vinto un premio nella loro prima stagione.

## Storia
Il South Sydney District Rugby League Football Club si formò in una riunione del 17 gennaio 1908 alla Municipalità di Redfern quando l'amministratore JJ Giltinan, il giocatore di cricket Victor Trumper e il politico Henry Hoyle si radunarono davanti a una grande folla di sostenitori. Il club ha giocato nel primo turno della neo-formata Rugby League del New South Wales, sconfiggendo il North Sydney 11–7 al Birchgrove Oval il 20 aprile 1908. La squadra ha continuato a vincere la premiership inaugurale, quindi ha difeso con successo il titolo nella stagione 1909, vincendo la Finale Grand per impostazione predefinita. Durante questi primi anni Arthur Hennessy era considerato il "padre fondatore" del club di rugby della South Sydney. Un tallonatore e un pilone, Hennessy fu il primo capitano e allenatore del Souths. Fu anche il primo capitano del Nuovo Galles del Sud e il primo capitano dell'Australia nel 1908. SG "George" Ball divenne segretario di club nel 1911 dopo che Arthur Hennessy si ritirò dalla carica, rimase in quella carica per oltre cinquant'anni, ritirandosi solo pochi anni prima della sua morte nel 1969.
Dopo ulteriori successi nel 1914 e nel 1918, il South Sydney vinse sette dei otto campionati dal 1925 al 1932, perdendo solo nel 1930. La squadra del 1925 ha attraversato la stagione imbattuta ed è solo una delle sei squadre australiane della storia ad aver raggiunto questa impresa. Tale era il dominio del Souths nei primi anni della competizione di rugby a 13 che i Rabbitohs erano etichettati come "L'orgoglio del rugby a 13".
South Sydney ha lottato per la maggior parte degli anni '40 facendo le semifinali solo in due occasioni (1944 e 1949). La scia di sconfitte più lunga di 22 partite del South Sydney avvenne tra il 1945 e il 1947. Nella stagione del 1945 riuscirono a vincere solo una partita mentre nel 1946 non furono in grado di vincere una sola partita.
Negli anni '50 il South Sydney ebbe di nuovo un grande successo, vincendo cinque su sei campionati dal 1950 al 1955 e perdendo la finale del 1952 contro il Western Suburbs in circostanze controverse. La squadra nel 1951 segnò 42–14 nella vittoria contro Manly-Warringah, rimane il punteggio più alto ottenuto da una squadra in una Grand Final e "il miracolo del '55" coinvolse South Sydney vincendo 11 volte partite ai tempi supplementari per vincere la premiership.
Alla fine degli anni '50, Souths iniziò un periodo di scarsa forma non riuscendo a raggiungere le finali dal 1958 al 1964. Tuttavia, nel 1965 una giovane squadra di talento fece la Grand Final contro St. George, che mirava a ottenere la loro decima edizione consecutiva. I giovani Rabbitohs non sono stati sorpresi dall'esperienza formidabile dei Draghi e di fronte a una folla record di 78.056 al Sydney Cricket Ground, sono scesi di poco 12–8. Il nucleo di questa squadra ha continuato a comparire nelle squadre rappresentative australiane per i successivi sei anni e ha assicurato un altro periodo d'oro per South Sydney, facendo cinque finali consecutive dal 1967 al 1971, vincendone quattro. Bob McCarthy, John O'Neill, Eric Simms, Ron Coote, Mike Cleary e John Sattler del 1965 furono successivamente raggiunti da Elwyn Walters, Ray Branighan, Paul Sait, Gary Stevens e l'allenatore Clive Churchill per formare una combinazione prima di conflitti interni e acquisti da parte di altri club dal 1972 in poi venne svelato il pacchetto di mischia tempestato di stelle. Da questo periodo entra a far parte del folklore del South Sydney e dell'Australian Rugby League quando, nel 1970, nell'incontro decisivo per il titolo di campionato contro il Manly, il capitano John Sattler ispirò la squadra alla vittoria giocando 70 minuti della partita con la mascella rotta in tre punti dopo essere stato colpito dal pilone del Manly John Bucknall.
I problemi finanziari iniziarono a colpire il Sud nei primi anni '70, costringendo alcuni giocatori ad andare in altri club. Il Leagues Club con licenza, tradizionalmente un importante fornitore di entrate per tutte le squadre della prima elementare, fu chiuso nel 1973 ma una campagna "Save Our Souths" assicurò la sopravvivenza del club. L'arrivo del "Super Coach" Jack Gibson cambiò la forma del club, vincendo la competizione pre-campionato nel 1978. Il club ottenne vittorie nella competizione di metà settimana della Tooth Cup nel 1981 e nella competizione pre-stagione "Sevens" nel 1988. I Rabbitohs furono in grado di fare le finali in cinque occasioni negli anni '80, inclusa una stagione dominante per finire come vincitori della minor premiership nel 1989. La stagione 1989 si rivelò il maggior successo del club negli anni, ma ha anche segnato l'ultima volta che il club è stato in grado di raggiungere le finali fino al 2007. La stagione successiva i Rabbitohs finirono come vincitori del cucchiaio di legno.
Il club rimase a galla negli anni '90 nonostante gravi problemi finanziari. L'unico successo dei Souths arrivò nel 1994 quando vinsero la competizione pre-campionato, sconfiggendo il Brisbane Broncos 27–26 in finale. La guerra della Super League e l'eventuale formazione della National Rugby League ebbero influenzato notevolmente il club quando nel 1998 è stato stabilito che il campionato appena formato sarebbe stata ridotto a 14 squadre per la stagione 2000. A seguito di una serie di fusioni da parte di altre squadre, il South Sydney non ebbe soddisfatto i criteri di selezione della National Rugby League per competere nella competizione e successivamente è stato escluso dal campionato alla fine della stagione 1999.

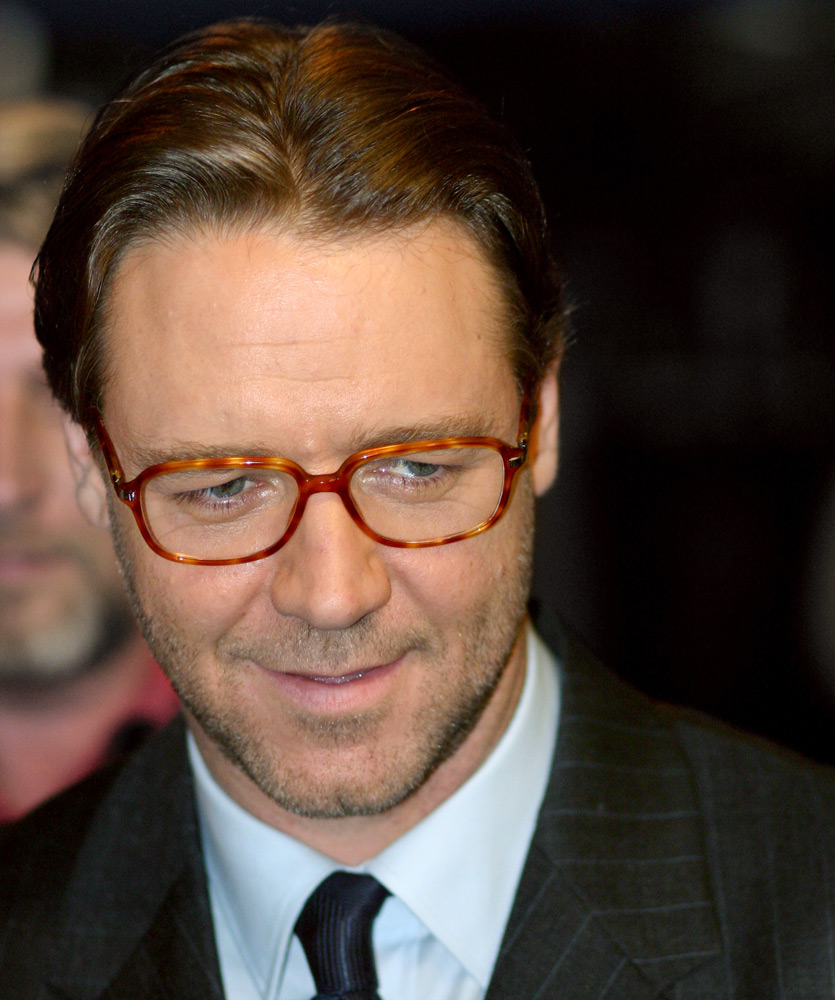
L'attore Russell Crowe, azionista dei South Sydney Rabbitohs.

Nel 2000 e 2001, il South Sydney tornò al campionato a seguito di una serie di battaglie legali di alto profilo contro la National Rugby League e News Limited. Un certo numero di manifestazioni pubbliche ben seguite si sono svolte durante questo periodo, poiché i sostenitori di molti club diversi hanno seguito il caso del South Sydney. In appello dinanzi al tribunale federale nel 2001, South Sydney ha ottenuto la riammissione in campionato per la stagione 2002.
Dopo essere stati riammessi, i Rabbitohs inizialmente non avevano avuto successo nella premiership, finendo tra le tre squadre inferiori per cinque stagioni consecutive, tra cui tre cucchiai di legno. Tuttavia, a seguito dell'acquisizione del club da parte dell'attore Russell Crowe e dell'uomo d'affari Peter Holmes à Court nel 2006, il club ha avuto un grande successo nel garantire una serie di importanti ingaggi nazionali e internazionali come i quattro fratelli Burgess e Greg Inglis. Il club ha anche avuto successo nel reclutare diverse posizioni manageriali chiave tra cui Jason Taylor come allenatore nel 2007 e più recentemente Michael Maguire nel 2012.
Il South Sydney ha partecipato a uno degli accordi di sponsorizzazione promossi dalla società fraudolenta Firepower International.
Il South Sydney vinse le sue prime tre partite della stagione 2007 (segnando il miglior inizio di una stagione dal 1972) ed essendo competitiva in ogni partita. Sulla scia di una delle migliori difese della competizione, i Rabbitohs hanno terminato con forza le semifinali per la prima volta dal 1989. Hanno concluso la stagione in 7ª posizione, perdendo contro il Manly nei playoff.
Il 26 gennaio 2008, i Rabbitohs hanno perso 24-26 contro i Leeds Rhinos di fronte a 12.000 tifosi all'Università della North Florida a Jacksonville, in Florida, la prima volta che due squadre di rugby a 13 professionistico di prima categoria provenienti da Australia e Inghilterra si sono affrontate negli Stati Uniti.

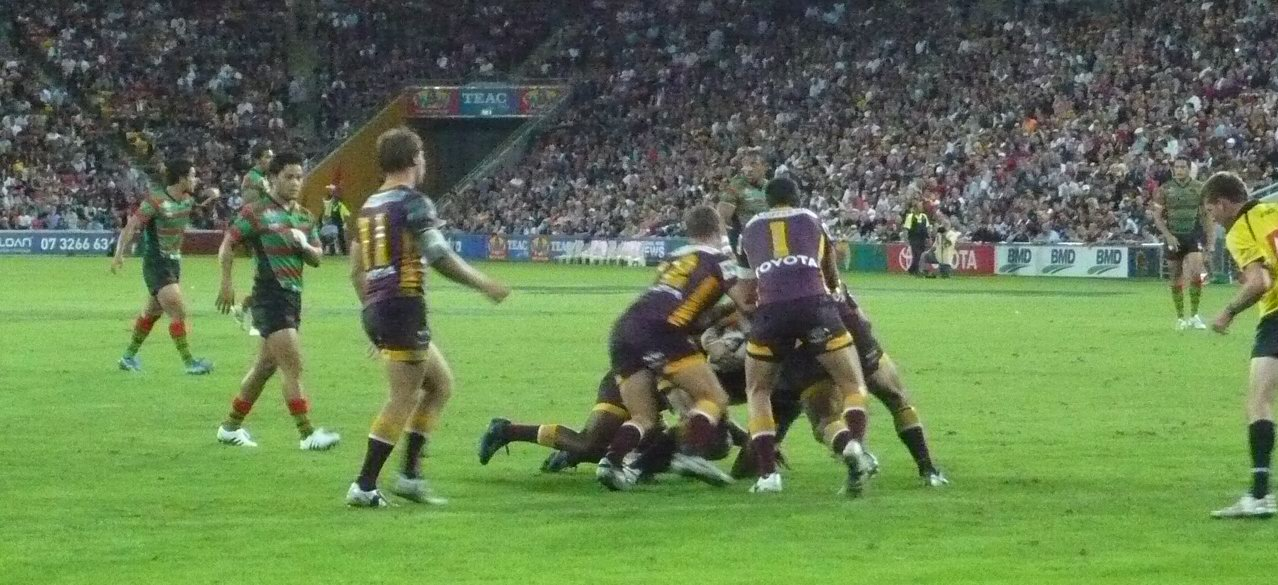
Broncos vs Rabbitohs, durante la stagione NRL 2008

Nel maggio 2008 si sono verificate le improvvise dimissioni di Peter Holmes à Court, che era stato nominato amministratore delegato all'inizio del 2008. I rapporti suggerivano che Holmes à Court era stato costretto a ritirarsi dopo che il suo rapporto con Russell Crowe si era deteriorato irreparabilmente.

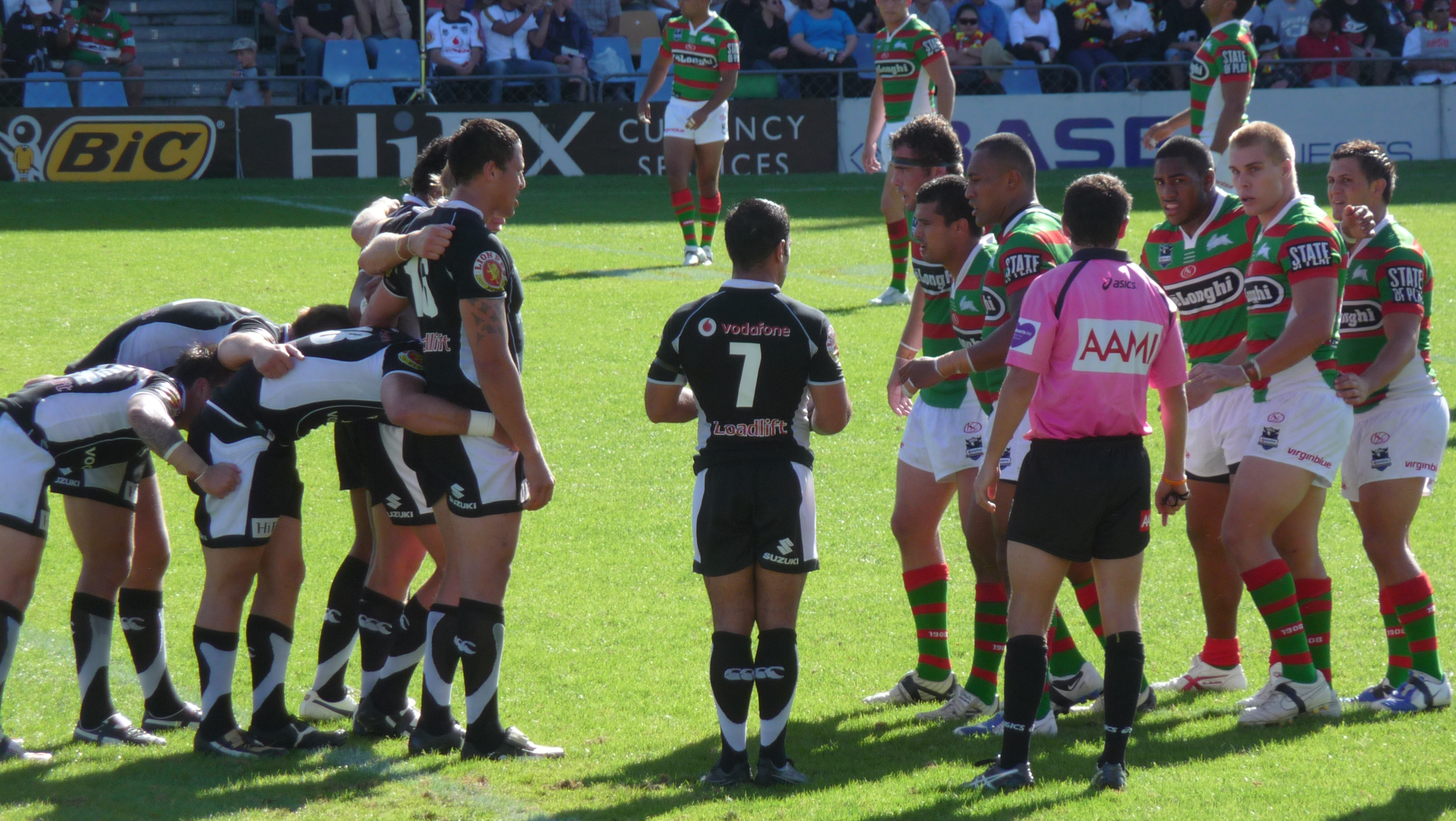
Warriors v Rabbitohs, durante la stagione NRL 2009

I Rabbitoh di South Sydney hanno celebrato il loro centenario durante la stagione 2008 della National Rugby League. Quell'anno furono nominati "Icona della Comunità" inaugurali del National Trust, in riconoscimento del significativo contributo di lunga data del club allo sport e alla cultura sportiva sia a livello statale che nazionale. Nell'aprile 2012 i South Sydney Rabbitohs divennero la seconda squadra a registrare 1000 vittorie in prima categoria. Nello stesso anno i Rabbitohs arrivarono terzi alla fine della stagione regolare, qualificandosi per le finali per la prima volta dal 2007 e solo la seconda volta dal 1989. I South Sydney Rabbitohs sono arrivati terzi alla fine della stagione regolare nel 2014. Ebbero continuato a vincere la Grand Final contro i Canterbury Bulldogs 30-6 per rivendicare il loro primo titolo di campionato in 43 anni, con Sam Burgess che ottenne la Clive Churchill Medal, la prima Clive Churchill Medal del South Sydney in 43 anni (tenendo conto della retrospettiva Clive Churchill Medal assegnata a Ron Coote nel 1971). La finale del 2014 è stata l'ultima partita giocata da Burgess per il South Sydney, fino a quando un inaspettato ritorno nel club nel 2016. Giovedì 9 ottobre 2014, i Rabbitohs ricevettero le chiavi della città di Randwick dal sindaco Ted Seng durante una cerimonia di presentazione dei Souths Juniors a Kingsford e successivamente lo stesso giorno vennero assegnate le chiavi della città di Sydney da Lord Mayor Clover Moore a un ricevimento al municipio di Sydney.
Il 23 ottobre 2014, Holmes à Court vendette le 50% delle sue azioni della Blackcourt League Investments, di conseguenza la sua partecipazione del 37,5% al South Sydney, alla ScrumPac Pty Ltd di James Packer, una consociata della Consolidated Press Holdings di Packer.
Il South Sydney iniziò la stagione NRL 2015 in modo promettente prima degli infortuni ai giocatori chiave, con il club che ha chiuso al settimo posto in classifica e si è qualificato per le finali. Nella settimana una delle finali hanno giocato contro il Cronulla nella partita eliminatoria e hanno perso 28-12 alla fine della loro stagione.
La stagione NRL 2016 si è rivelata deludente per i Souths, che chiusero al 12º posto, mancando alla fase finale. Il club è riuscito a vincere solo 9 partite per l'intera stagione. La stagione 2017 dell'NRL sembrava rispecchiare l'anno precedente con il club che finiva di nuovo dodicesimo sul tavolo e il capitano Greg Inglis perse l'intera stagione per un infortunio al legamento crociato anteriore subito nella prima partita dell'anno. Uno dei momenti salienti dell'anno per il club è stato il sorgere del giovane trequartista Angus Crichton che ha messo in campo una serie di buone prestazioni per la squadra. Alla fine della stagione, l'allenatore Michael Maguire fu licenziato e venne nominato il nuovo allenatore Anthony Seibold.
Per la stagione NRL 2018, molti esperti avevano predetto che i Souths sarebbero finiti al di fuori della top 8, ma il club ha ottenuto ottimi risultati durante tutto l'anno, arrivando al 3º posto alla fine della stagione regolare. Nella prima settimana delle fasi finali, South Sydney ha giocato contro Melbourne e sembrava aver ottenuto la vittoria ma un tentativo in ritardo e un calcio piazzato permise al Melbourne di vincere 29-28. Nella seconda settimana, il South Sydney ha giocato per la prima volta contro il St George nella serie di finali dal 1984. Souths ha vinto la partita 13-12 grazie a tre field goal di Adam Reynolds di cui uno nell'ultimo minuto della partita. Nella finale preliminare, i Souths avevano affrontato i Eastern Suburbs in quella che sarebbe stata anche l'ultima partita disputata al Sydney Football Stadium. Di fronte ad un pubblico record di 44.380, i Souths furono sconfitti per 12-4.
Il South Sydney iniziò fortemente la stagione NRL 2019 con il club che ha vinto 10 delle loro prime 11 partite. Dopo la serie State of Origin del 2019, i Souths subirono un crollo nella forma perdendo 4 partite di fila. Il club poi recuperò verso la fine della stagione regolare vincendo 3 partite di fila per finire al 3º posto in classifica e qualificato per la serie di finali.
Il South Sydney avrebbe continuato a perdere la finale di qualificazione contro i suoi arcirivali i Sydney Roosters 30-6 nella settimana una delle serie di finali 2019 al Sydney Cricket Ground. Nella finale di eliminazione contro Manly-Warringah, Souths ha vinto una partita combattuta 34-26 allo ANZ Stadium per raggiungere la seconda finale preliminare consecutiva. Nella finale preliminare contro il Canberra, i Souths sarebbero andati a corto di una grande apparizione finale perdendo la partita 16-10 in un gremito Canberra Stadium.

## Stemma
La mascotte del club è il rabbitoh, un termine ormai in disuso che era comunemente usato nei primi anni del 20º secolo per descrivere i venditori ambulanti che catturavano e scuoiavano i conigli di cui poi vendevano la carne nei mercati, così chiamata perché avrebbero gridato "rabbit-oh!" in giro per i mercati per attirare acquirenti. Il club viene anche chiamato informalmente come Rabbits, Bunnies o Souths.
Non è noto come il South Sydney sia diventato noto come Rabbitohs. Secondo una versione degli eventi, risalente ai giorni del pre-scisma alla fine del 20º secolo, alcuni giocatori del club hanno guadagnato un po' di soldi extra il sabato mattina come uomini rabbit-oh, macchiando le loro maglie con sangue di coniglio nel processo; quel pomeriggio, quando giocavano in quei maglioni macchiati di sangue, gli avversari dei più ricchi club di rugby non sempre apprezzavano l'aroma e ripetevano beffardamente il grido "Rabbitoh". Un'altra versione era che il termine era un riferimento denigratorio da parte delle squadre avversarie allo stadio di casa del sud, afflitto da "buche di coniglio"; in quei primi tempi Redfern Oval era allora noto come Nathan's Cow Paddock. Una terza versione afferma che il nome di Rabbitoh è stato adottato da quello delle squadre di rugby a 15 australiane in tour dei primi del 1900 che sono stati soprannominati "Rabbits" prima di scartare il nome nel 1908 a favore del soprannome "Wallabies".
L'emblema "Rabbitoh", un coniglio bianco che corre, è apparso per la prima volta sulla maglia della squadra nel 1959. L'emblema Rabbitoh è stato portato in varie forme come lo stemma del club sulla maglia di ogni giocatore da allora. Il design originale dell'emblema "Rabbitoh" che è apparso sulle maglie della squadra negli anni '60 e '70 è stato ora incorporato nella maglia attuale.

I South Sydney Rabbitohs celebrarono il loro centenario nel 2008. Il club ha rilasciato un emblema centenario per commemorare l'occasione. In coincidenza con l'anno centenario, i Souths decisero di modificare il proprio logo rimuovendo l'ovale rosso e verde dal loro emblema per un coniglio bianco con le parole South Sydney Rabbitohs scritte in maiuscolo. 

## Colori
South Sydney ha usato come colori il rosso cardinale e il verde mirto sulle sue maglie da gioco per la maggior parte della storia del club. Prima della fondazione del club di rugby a 13 nel 1908, la squadra di rugby del South Sydney originariamente indossava una maglia a strisce orizzontali rosse e verdi. Alcune fonti hanno suggerito che questa combinazione di colori era dovuta al fatto che il club di rugby locale veniva soprannominato "Redfern Waratahs". I primi abitanti britannici avevano spesso definito la waratah "felce rossa", dando così il nome al sobborgo e, in definitiva, il club di rugby locale il suo emblema. Il rosso e il verde dominano i colori della waratah e quindi, possibilmente, il South Sydney Rugby League Football Club ha adottato questi colori per le sue maglie. Tuttavia, il sobborgo di Redfern è stato nominato in onore di William Redfern, uno dei primi dottori della colonia, che ha curato i detenuti, i coloni poveri e i ricchi.
La maglia del club è stata abbinata a un cerchio con alternanza di rosso e verde ed è stata utilizzata per la stragrande maggioranza della storia del club. Nel 1945 e 1946 il club ruppe con questa tradizione e usò un design verde con una "V" rossa intorno al colletto, prima di tornare allo stile originale del cerchio. Dal 1980 al 1984 la squadra ha giocato in una tenuta che vide l'inclusione di cerchi bianchi all'interno di un design prevalentemente verde con una striscia rossa centrale ed era affettuosamente conosciuta come la maglia "Minties" (così chiamata per la sua apparente somiglianza con il design dell'incarto di un popolare dolce). Con l'introduzione delle maglie "di trasferta" verso la fine del XX secolo, il club inizialmente introdusse una maglia prevalentemente bianca per le partite in trasferta che fu cambiata principalmente in una nera per la stagione 2006.
Prima dell'inizio della stagione 2007, il club ha annunciato che la maglia in trasferta sarebbe stata identica alla tradizionale maglia casalinga, a eccezione degli sponsor e dell'emblema del coniglio, che è stato disegnato in modo simile a quello che inizialmente appariva sulle maglie della stagione 1960. Per la stagione 2009, l'emblema del coniglio è nero per le partite in casa mentre l'emblema è il bianco originale per le partite in trasferta.
I calzoncini da gioco indossati erano storicamente neri, sebbene alla fine degli anni '70 il club adottò calzoncini verdi con una striscia verticale rossa. Questo è stato poi sostituito dai pantaloncini bianchi della tenuta "Minties". Quando il club tornò alla sua tradizionale tenuta da gioco, è stata presa la decisione d'indossare di nuovo i calzoncini neri. Nel 2008 i Rabbitohs indossarono dei calzoncini bianchi per abbinare alla striscia bianca che correva lungo il lato della loro maglia.

## Area geografica
Il South Sydney District Rugby League Football Club (precursore dell'attuale entità aziendale) è stato costituito, in base allo statuto originale del 1908 con il campionato NSWRL, per rappresentare le municipalità di Sydney di Alexandria, Botanica, Mascot, Randwick, Waterloo e Zetland.

## Stadio
Durante i primi anni del campionato della New South Wales Rugby League, le "partite in casa" non venivano assegnate molto spesso. Tuttavia, il South Sydney ha giocato la maggior parte dei suoi giochi al Royal Agricultural Society Ground (Sydney Showground) dal 1908 fino alla partenza del club nel 1920. Dal 1911 in poi, il Sydney Sports Ground fu utilizzato anche in modo intercambiabile con il terreno agricolo per oltre un decennio per ospitare partite. Nel 1947 il club giocò la sua ultima stagione al campo sportivo, prima di trasferirsi a Redfern Oval nel 1948. Fu lì che la squadra ha giocato nel territorio del club e giocò la stragrande maggioranza delle partite casalinghe assegnate.

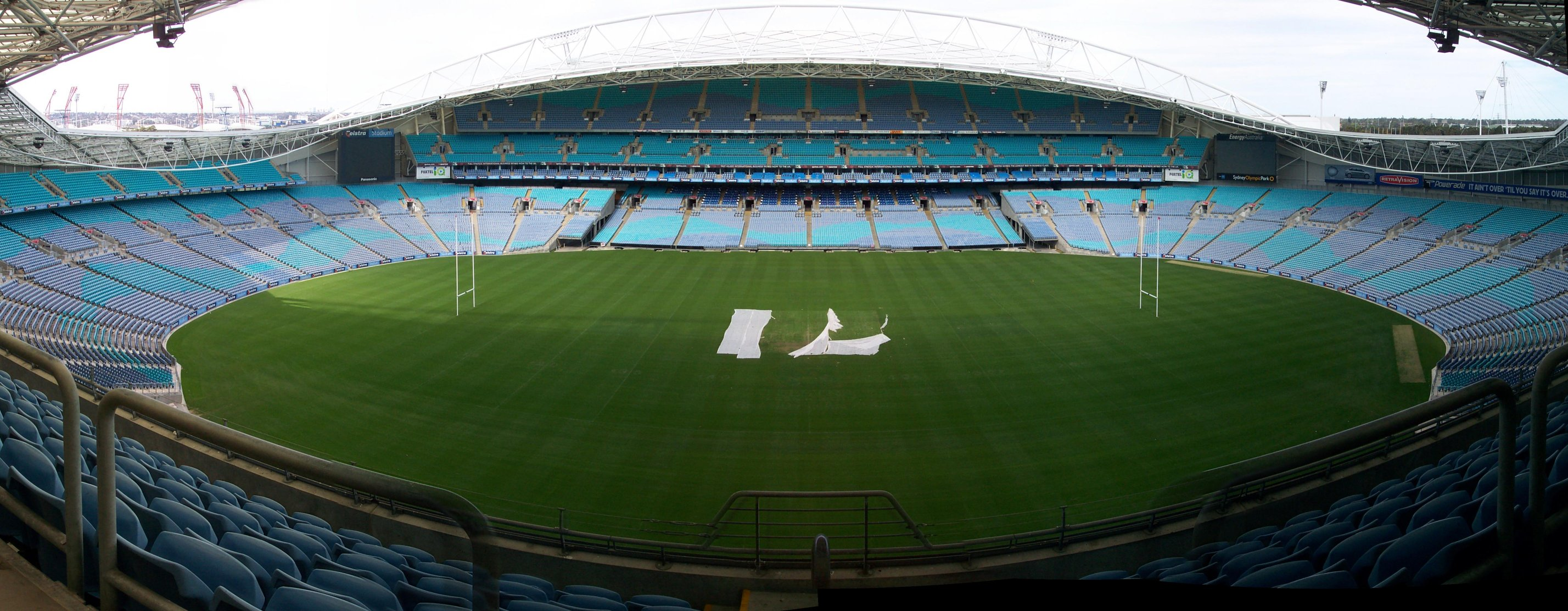
ANZ Stadium, l'attuale stadio casalingo dei Rabbitohs.

Nel 1988, il club iniziò a giocare al Sydney Football Stadium, appena costruito sul terreno dell'ex Sydney Sports Ground e Sydney Cricket Ground No. 2 Oval. La squadra continuò a giocare qui fino al 2005, a eccezione del 2000 e del 2001, quando il South Sydney era assente dal campionato. Nel periodo 2004-2005, quando il contratto dei Rabbitohs con il Sydney Football Stadium stava per scadere, sono stati studiati nuovi terreni di residenza a Gosford, North Sydney Oval e Telstra Stadium (ora ANZ Stadium). Alla fine fu presa la decisione di trasferirsi al Telstra Stadium al Sydney Olympic Park. La mossa non è stata generalmente ben accolta dai fan, ma fornì un reddito considerevolmente maggiore per il club, che alla fine del 2005 era di diversi milioni di dollari in perdita.
Nel 2006 il club ha trasferito le partite casalinghe all'ANZ Stadium, a est di Sydney (noto come Telstra Stadium fino alla conclusione del 2007). Nel febbraio 2008, i Rabbitohs rinnovarono la loro partnership con l'ANZ Stadium per giocare alle partite casalinghe e alle finali casalinghe della NRL nella sede dei seguenti 10 anni, a partire dalla stagione 2008. L'accordo è scaduto alla fine del 2017, sostituendo l'inaugurazione triennale del terreno di casa allo stadio ANZ, iniziata nel 2006. Nel 2008 il Consiglio della città di Sydney completato un aggiornamento e un rinnovo di 19,5 milioni di dollari di Redfern Oval. Dalla stagione 2009, il Redfern Oval aggiornato fornirsce ai Rabbitohs strutture per l'allenamento e un luogo per ospitare partite pre-stagionali e amichevoli.
Oltre al loro terreno di gioco principale, il South Sydney gioca anche in casa al Sunshine Coast Stadium e al Central Coast Stadium durante l'anno.
Oltre ad ospitare le partite dei Rabbitohs, lo stadio ospita anche il SEDA College NSW.

## Tifosi
I South Sydney Rabbitohs continuano ad avere una vasta base di tifosi nelle loro aree tradizionali della zona sud-orientale di Sydney, nonostante si siano trasferiti da Redfern Oval, godendo anche di un ampio supporto in tutti gli altri centri di gioco del rugby a 13 in tutto il paese. La tifoseria ufficiale del South Sydney è nota come "The Burrow ". Mentre il loro gruppo di tifosi attivi è noto come "Gate38", che è composto da giovani che sono stati coinvolti nello scandalo "scumgate" nel 2013.
I Rabbitohs hanno il più alto numero di soci nella National Rugby League, con un numero di soci superiore a 35.000 al 23 giugno 2015. Quel numero di membro comprende anche oltre 11.000 membri con ticket, il più alto dei club NRL con sede a Sydney. È stato annunciato durante la partita del Charity Shield del 2010 che sia il St George Illawarra che i Souths avevano superato il traguardo dei 10.000, rendendo la stagione 2010 la prima volta che due club di Sydney erano entrati nella stagione con 10.000 membri iscritti ciascuno. Il club ha membri da ogni stato in Australia e membri internazionali in 22 paesi. L'adesione a club di rugby a 13 aveva raggiunto il picco di circa 22.000 quando il club è stato riammesso alla National Rugby League per la stagione 2002.
Il "Gruppo 14", un gruppo di sostenitori di club tra cui uomini d'affari, politici, musicisti e personalità dei media, è stato costituito prima dell'esclusione dei Rabbitohs dall'NRL nel 1999. I membri includono Andrew Denton, Anthony Albanese, Deirdre Grusovin, Mike Whitney, Laurie Brereton, Rodger Corser, Michael Daley, Mikey Robins, Ron Hoenig, Nick Greiner, Ray Martin, Cathy Freeman, Candice Warner e l'ex premier del Nuovo Galles del Sud Kristina Keneally. Hanno contribuito alla richiesta di reintegrazione del South Sydney, in seguito all'esclusione del club dalla competizione alla fine della stagione 1999. Una campagna sostenuta di sostegno pubblico quell'anno, senza precedenti nella storia dello sport australiano, ha visto 40.000 persone partecipare a una manifestazione nel distretto affaristico centrale di Sydney a sostegno della causa di South Sydney. Nel 2000 e nel 2001, a Sydney si sono svolte marce pubbliche nelle strade con oltre 80.000 persone che si radunavano dietro i Rabbitoh. Il club ha anche un certo numero di sostenitori di alto profilo, molti dei quali erano figure dominanti nella loro battaglia per essere riammessi in campionato nel 2000 e nel 2001. Nel 2007 i tifosi stabilirono un nuovo record di club per la partecipazione con una cifra media della folla di casa di 15.702 che è stata la più alta in assoluto dall'introduzione del sistema di casa e trasferta nel 1974.

## Reggie the Rabbit
Reggie the Rabbit è la mascotte dei Rabbitohs. La mascotte è apparsa per la prima volta in forma realistica nel 1968 dopo che il tifoso Don Lane indossò un costume dagli Stati Uniti in tempo per la finale del 1968 contro il Manly Warringah Sea Eagles, vinta dai Bunnies 13-9.

## South Sydney Leagues Club

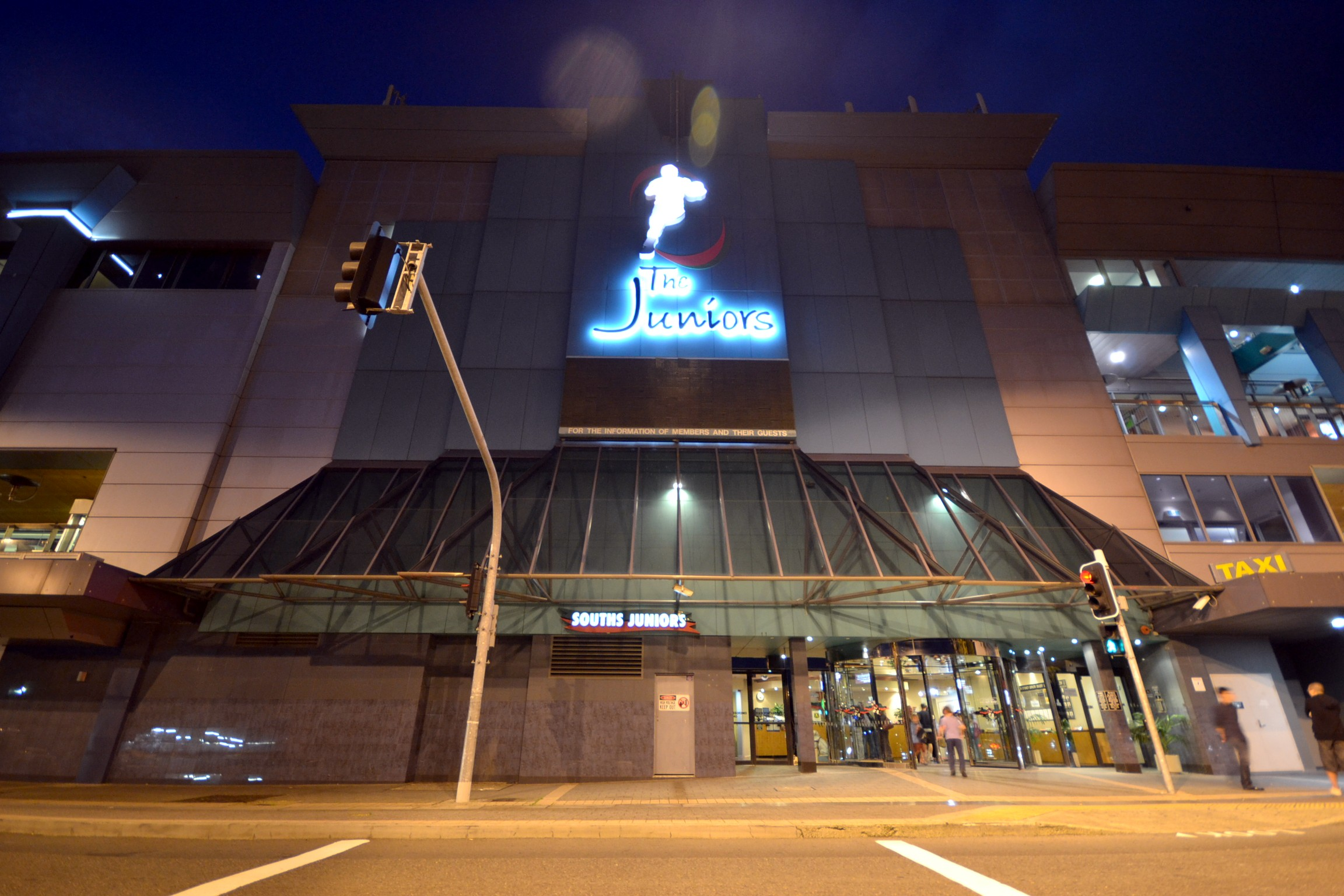
Souths Juniors ad Anzac Parade a Kingsford

### The Juniors
The Juniors o Souths Juniors si trova su Anzac Parade a Kingsford, Nuovo Galles del Sud.

### Juniors at the Junction
Juniors @ The Junction (dal 2009) - Il risultato di una fusione con il South Sydney Junior Rugby League Club (Kingsford) e la Returned and Services League (RSL) a Maroubra Junction. Il club si trova sul sito dell'ex club RSL Maroubra ad Anzac Parade e Haig Street.

### The Juniors on Hawkesbury
The Juniors on Hawkesbury (Dal 2008) - nei pressi del fiume Hawkesbury.

## Sponsor
| Anno      | Sponsor tecnico               | Sponsor principale                  | Sponsor sul retro | Sponsor sulla manica | Sponsor sui calzoncini |
| --------- | ----------------------------- | ----------------------------------- | ----------------- | -------------------- | ---------------------- |
| 1977-1978 | Classic Sportswear            | VIP Insurance                       | —                 | —                    | —                      |
| 1978-1980 | Classic Sportswear            | KLG Sparkplugs                      | —                 | —                    | —                      |
| 1981-1983 | Classic Sportswear            | 100 Pipers Scotch                   | —                 | —                    | —                      |
| 1984-1985 | Classic Sportswear            | Ignis Refrigerators                 | —                 | —                    | —                      |
| 1986-1991 | Classic Sportswear            | Smith's Crisps                      | —                 | —                    | —                      |
| 1992-1994 | Classic Sportswear            | Northwest Airlines                  | —                 | Amiga Computers      | —                      |
| 1995-1997 | Classic Sportswear            | Canon                               | —                 | Canon                | —                      |
| 1998      | Classic Sportswear            | —                                   | —                 | —                    | —                      |
| 1999      | Classic Sportswear            | Downtown Duty Free                  | —                 | RSL COM              | —                      |
| 2002      | International Sports Clothing | TV Week                             | —                 | Arrive Alive         | —                      |
| 2003      | International Sports Clothing | Allight                             | —                 | Arrive Alive         | —                      |
| 2004      | International Sports Clothing | Real Insurance                      | —                 | Arrive Alive         | —                      |
| 2005      | International Sports Clothing | Real Insurance                      | —                 | Arrive Alive         | —                      |
| 2006      | International Sports Clothing | Real Insurance                      | —                 | Arrive Alive         | —                      |
| 2007      | International Sports Clothing | High concept e Real Insurance       | —                 | Firepower            | —                      |
| 2008      | International Sports Clothing | National Australia Bank e Firepower | De'Longhi         | Trivest              | —                      |
| 2009      | International Sports Clothing | National Australia Bank             | De'Longhi         | V8 Supercars         | —                      |
| 2010      | International Sports Clothing | National Australia Bank             | De'Longhi         | V8 Supercars         | —                      |
| 2011      | International Sports Clothing | The Star                            | De'Longhi         | V8 Supercars         | Kenwood                |
| 2012      | International Sports Clothing | The Star                            | De'Longhi         | Kenwood              | Alcatel One Touch      |
| 2013      | International Sports Clothing | The Star                            | De'Longhi         | Kenwood              | Alcatel One Touch      |
| 2014      | International Sports Clothing | Crown Resorts                       | De'Longhi         | Fujitsu              | Alcatel One Touch      |
| 2015      | International Sports Clothing | Crown Resorts                       | Fujitsu           | Crown Resorts        | Alcatel One Touch      |
| 2016      | International Sports Clothing | Crown Resorts                       | Fujitsu           | Crown Resorts        | Alcatel One Touch      |
| 2017      | International Sports Clothing | Crown Resorts                       | Fujitsu           | Crown Resorts        | Alcatel One Touch      |

## Rivalità
Un libro, The Book of Feuds, che racconta le rivalità dei Rabbitohs con i loro concorrenti dell'NRL è stato scritto da Mark Courtney su consiglio di Russell Crowe. È stato utilizzato come strumento motivazionale prima delle partite dei Souths ed è stato successivamente rilasciato in vendita al pubblico.

### Maggiori
- Sydney Roosters - I Rabbitohs e i loro tifosi crearono rivalità con altri club, in particolare i Sydney Roosters (Eastern Suburbs), l'unico altro club fondatore rimasto.[89] I Rabbitohs e i Roosters condividono il territorio interno di Sydney, provocando una forte rivalità dal 1908, quando i Souths batterono gli Eastern Suburbs nella prima grande finale 14-14. I giochi tra i club fondatori vicini fecero parte del più antico "derby locale" della competizione.[90] La rivalità crebbe dopo il 1950 a causa del conflitto tra territori delle giovanili e dagli anni '70 si è intensificata ancora una volta mentre entrambi i club hanno attirato giocatori chiave l'uno dall'altro (i Souths cedettero gli internazionali australiani Ron Coote, Elwyn Walters e Jim Morgan ai Roosters dall'ultima era delle squadre campioni, mentre più recentemente i Souths hanno attirato i trequartisti chiave Bryan Fletcher, Peter Cusack e il centro Shannon Hegarty via dai Roosters, campioni nel 2002) e successivamente Michael Crocker. Nella prima giornata, 2010, i Rabbitohs e i Roosters sono diventati i primi club a giocare 200 partite l'una contro l'altra. La vittoria 36–10 dei Roosters portò il record a 105 partite vinte dal South Sydney, 90 vinte dai Roosters (Eastern Suburbs) e 5 pareggiate.[91] Per celebrare la loro rivalità, i Rabbitohs e i Roosters disputano ogni anno la Ron Coote Cup.[92]
- St George Dragons e St George Illawarra Dragons - La rivalità di lunga data contro i Dragons sfocia nella partita annuale di Charity Shield, originariamente giocata contro gli originali St George Dragons e ora (dalla loro fusione con gli Illawarra Steelers) contro l'attuale squadra, St George Illawarra.

### Minori
- Manly-Warringah Sea Eagles - Manly ha, dal 1970, ingaggiato molti dei migliori giocatori dei Souths tra cui John O'Neill, Ray Branighan, Ian Roberts.[93] I giocatori chiave dei Souths players acquisiti dal Manly includono i nazionali australiani John O'Neill, Ray Branighan, Elwyn Walters, Mark Carroll, Terry Hill, Jim Serdaris, Ian Roberts ed altri giocatori come Bob Moses, Tom Mooney e Craig Field, più recentemente Luke Burgess[94] e Dylan Walker.
- Wests Tigers - La rivalità con i Wests continua dalla storica rivalità tra i Souths e una delle squadre che si sono fuse per formare i Wests, il Balmain. La rivalità con Balmain iniziò nel 1909 quando le Tigri non si presentarono per il gran finale e quindi persero il Sud.[6][9] Nella stagione 1969 della NSWRFL, l'inimicizia fu di nuovo alimentata tra i club con la controversa vittoria del Balmain[95] contro i Rabbitohs nella grande finale di quell'anno.[96]
- Canterbury-Bankstown Bulldogs - Una rivalità più recente che si è sviluppata principalmente negli anni 2014 e 2015, a seguito di una grand final e di una controversa partita del Venerdì Santo.[97]

## Statistiche e record
Il South Sydney è il club di maggior successo in termini di palmarès e traguardi individuali nella storia del rugby a 13 del Nuovo Galles del Sud.
I traguardi del club includono:
- I Rabbitohs vinsero il maggior numero di premi di primo grado (21) durante la storia della competizione di élite di rugby in Australia.[98]
- I Souths vinsero anche il maggior numero di premi di primo grado[99] (20).
- Il club ha il primato di essere l'unica squadra a vincere un premio nella loro stagione inaugurale (1908).
- Il club ha anche la particolarità di segnare il maggior numero di punti (42), il maggior numero di tentativi (8) e il maggior numero di gol (9) in una grand final, tutti raggiunti contro il Manly nel 1951.[12]
- La squadra di prima elementare del 1925 dei Souths è una delle sei squadre del Nuovo Galles del Sud ad aver mai affrontato una stagione imbattuta.[10] Il club vinse il campionato in tutti e tre i gradi nel 1925, un'impresa ripetuta solo in altre tre occasioni (Balmain Tigers nel 1915 e 1916 e St George Dragons nel 1963).
- Nel 2008, i Rabbitohs eguagliarono il secondo più grande ritorno nella storia della Australian Rugby League. Dopo essere stato sconfitto 28–4 dopo 53 minuti contro i North Queensland Cowboys, i Rabbitohs vinsero la partita 29–28.
- Nel 2014, i Rabbitohs sono entrati nella loro prima grand final in 43 anni, battendo i Sydney Roosters 32-22 il 26 settembre 2014 nelle qualificazioni per la finale.
- Nel 2014, i Rabbitohs vinsero la loro prima finale e campionato in 43 anni, battendo i Canterbury-Bankstown Bulldogs il 30-6 il 5 ottobre 2014.

I giocatori del club hanno anche raggiunto alcuni importanti traguardi individuali di gioco e punti:
- John Sutton detiene il record per le partite di più alto grado per il club, avendo giocato 283 partite dal 2004.[100] Nathan Merritt, Bob McCarthy, Craig Coleman ed Eric Simms sono gli unici altri giocatori ad aver giocato oltre 200 partite, scendendo in campo rispettivamente in 219, 211, 208 e 206 partite.
- Jack Rayner detiene il record individuale dei più grandi successi finali come capitano (5) e allenatore (5) raggiunto tra il 1950 e il 1955.
- Eric Simms detiene il record del club per il maggior numero di punti, contando 1841 punti tra il 1965 e il 1975.
- Eric Simms ha segnato 265 punti da solo per South Sydney nel 1969 e questo conteggio insieme a quelli raggiunti nel 1970 e nel 1967 rimangono insuperabili da qualsiasi altro giocatore del club. Il conteggio del 1969 era un tempo record del campionato e da allora è stato infranto da numerosi giocatori di altre società.
- Eric Simms detiene ancora un record di club e competizioni per il maggior numero di punizioni (112 punizioni e 19 trasformazioni) in una stagione, la maggior parte delle punizioni in carriera (86) e la maggior parte delle trasformazioni in una partita (5).
- Nathan Merritt ha battuto il record di Benny Wearing per il maggior numero di mete segnate (144) individualmente mentre giocava per i South Sydney Rabbitohs, mentre ha segnato il suo 145º tentativo contro il Penrith al Centrebet Stadium l'11 aprile 2014. Merritt è il capocannoniere più alto del sud mai provato con 146 tentativi tra il 2002 e il 2014.
- Nathan Merritt ha eguagliato il record del club di South Sydney di 5 mete in una partita contro il Parramatta allo stadio ANZ in una vittoria per 56-6, unendo grandi come Harold Horder, Johnny Graves e Ian Moir.
- Il conteggio di 29 punti di Johnny Graves in una partita contro Eastern Suburbs nel 1952 rimane il record di club per il maggior numero di punti individuali in una partita. Se questa impresa fosse stata segnata così com'è oggi, si sarebbe attestata a 32 punti.
- I 29 tentativi di Les Brennan in 19 partite nel 1954 rimangono un record di club, avendo infranto il conteggio di 28 partite in 17 partite di Johnny Graves ambientato appena tre anni prima.
- Durante la sua carriera Bob McCarthy ha segnato 100 tentativi per il club, il più da un attaccante.
- Durante la seconda partita della serie 2012 del 2012, Adam Reynolds è diventato il secondo giocatore nella storia del Souths a segnare 200 punti in una stagione dopo Eric Simms.
- Alex Johnston ha eguagliato il record del club di South Sydney di 5 tentativi in una partita contro Penrith allo stadio ANZ in una vittoria di 42-14, unendo grandi come Nathan Merritt, Harold Horder, Johnny Graves e Ian Moir.

## Resoconti stagionali

### Dalla fondazione (1901) all'esclusione (1999)
| Stagione | Posizione in classifica | Risultato nella fase finale      |
| 1908     | 1                       | Campioni                         |
| 1909     | 1                       | Campioni                         |
| 1910     | 2                       | Secondo posto                    |
| 1911     | 3                       | Finalisti                        |
| 1912     | 4                       | Non qualificati                  |
| 1913     | 3                       | Non qualificati                  |
| 1914     | 1                       | Campioni                         |
| 1915     | 4                       | Non qualificati                  |
| 1916     | 2                       | Secondo posto                    |
| 1917     | 2                       | Non qualificati                  |
| 1918     | 1                       | Campioni                         |
| 1919     | 6                       | Non qualificati                  |
| 1920     | 2                       | Non qualificati                  |
| 1921     | 5                       | Non qualificati                  |
| 1922     | 4                       | Non qualificati                  |
| 1923     | 2                       | Secondo posto                    |
| 1924     | 2                       | Secondo posto                    |
| 1925     | 1                       | Campioni                         |
| 1926     | 1                       | Campioni                         |
| 1927     | 1                       | Campioni                         |
| 1928     | 3                       | Campioni                         |
| 1929     | 1                       | Campioni                         |
| 1930     | 3                       | Semi-finalisti                   |
| 1931     | 2                       | Campioni                         |
| 1932     | 1                       | Campioni                         |
| 1933     | 3                       | Semi-finalisti                   |
| 1934     | 4                       | Semi-finalisti                   |
| 1935     | 2                       | Runner-up                        |
| 1936     | 7th                     | Non qualificati                  |
| 1937     | 2nd                     | Non qualificati                  |
| 1938     | 2nd                     | Semi-finalisti                   |
| 1939     | 4th                     | Secondo posto                    |
| 1940     | 6                       | Non qualificati                  |
| 1941     | 7                       | Non qualificati                  |
| 1942     | 5                       | Non qualificati                  |
| 1943     | 5                       | Non qualificati                  |
| 1944     | 4                       | Semi-finalisti                   |
| 1945     | Cucchiaio di legno (8)  | Non qualificati                  |
| 1946     | Cucchiaio di legno (8)  | Non qualificati                  |
| 1947     | 7                       | Non qualificati                  |
| 1948     | 7                       | Non qualificati                  |
| 1949     | 1                       | Secondo posto                    |
| 1950     | 1                       | Campioni                         |
| 1951     | 1                       | Campioni                         |
| 1952     | 3                       | Secondo posto                    |
| 1953     | 1                       | Campioni                         |
| 1954     | 2                       | Campioni                         |
| 1955     | 4                       | Campioni                         |
| 1956     | 3                       | Finalisti nelle fasi preliminari |
| 1957     | 3                       | Finalisti nelle fasi preliminari |
| 1958     | 8                       | Non qualificati                  |
| 1959     | 6                       | Non qualificati                  |
| 1960     | 8                       | Non qualificati                  |
| 1961     | 7                       | Non qualificati                  |
| 1962     | Cucchiaio di legno (10) | Non qualificati                  |
| 1963     | 9                       | Non qualificati                  |
| 1964     | 5th                     | Non qualificati                  |
| 1965     | 4                       | Secondo posto                    |
| 1966     | 6                       | Non qualificati                  |
| 1967     | 2                       | Campioni                         |
| 1968     | 1                       | Campioni                         |
| 1969     | 1                       | Secondo posto                    |
| 1970     | 1                       | Campioni                         |
| 1971     | 2                       | Campioni                         |
| 1972     | 4                       | Semi-finalisti                   |
| 1973     | 7                       | Non qualificati                  |
| 1974     | 5                       | Finalisti alle qualificazioni    |
| 1975     | Cucchiaio di legno (12) | Non qualificati                  |
| 1976     | 10                      | Non qualificati                  |
| 1977     | 11                      | Non qualificati                  |
| 1978     | 7                       | Non qualificati                  |
| 1979     | 9                       | Non qualificati                  |
| 1980     | 5                       | Finalisti alle qualificazioni    |
| 1981     | 9                       | Non qualificati                  |
| 1982     | 6                       | Non qualificati                  |
| 1983     | 8                       | Non qualificati                  |
| 1984     | 5                       | Semi-finalisti                   |
| 1985     | 9                       | Non qualificati                  |
| 1986     | 2                       | Semi-finalisti                   |
| 1987     | 5                       | Semi-finalisti                   |
| 1988     | 8                       | Non qualificati                  |
| 1989     | 1                       | Finalisti nelle fasi preliminari |
| 1990     | Cucchiaio di legno (16) | Non qualificati                  |
| 1991     | 14                      | Non qualificati                  |
| 1992     | 14                      | Non qualificati                  |
| 1993     | 14                      | Non qualificati                  |
| 1994     | 9                       | Non qualificati                  |
| 1995     | 18                      | Non qualificati                  |
| 1996     | 19                      | Non qualificati                  |
| 1997     | 11                      | Non qualificati                  |
| 1998     | 18                      | Non qualificati                  |
| 1999     | 12                      | Non qualificati                  |
| 2000     | Exclusi dal campionato  | Exclusi dal campionato           |
| 2001     | Exclusi dal campionato  | Exclusi dal campionato           |

### Dalla riamissione nel 2002
| Stagione | Giocate | Vinte | Pari | Perse | Posizione in classifica | C | R | M | F | CL | Allenatore                   | Capitano                                                          | Note |
| -------- | ------- | ----- | ---- | ----- | ----------------------- | - | - | - | - | -- | ---------------------------- | ----------------------------------------------------------------- | --- |
| 2002     | 24      | 5     | 0    | 19    | 14 / 15                 |   |   |   |   |    | Craig Coleman                | Adam Muir                                                         | Riamessi nel campionato NRL |
| 2003     | 24      | 3     | 0    | 21    | 15 / 15                 |   |   |   |   | X  | Paul Langmack                | Bryan Fletcher                                                    | |
| 2004     | 24      | 5     | 2    | 17    | 15 / 15                 |   |   |   |   | X  | Paul Langmack Arthur Kitinas | Bryan Fletcher                                                    | Secondo cucchiaio di legno consecutivo, cambio di allenatore a metà stagione |
| 2005     | 24      | 9     | 1    | 14    | 13 / 15                 |   |   |   |   |    | Shaun McRae                  | Bryan Fletcher, Peter Cusack                                      | Bryan Fletcher perde il ruolo di capitano. |
| 2006     | 24      | 3     | 0    | 21    | 15 / 15                 |   |   |   |   | X  |                              | Peter Cusack                                                      | |
| 2007     | 24      | 12    | 0    | 12    | 7 / 16                  |   |   |   | X |    | Jason Taylor                 | Roy Asotasi, David Kidwell                                        | Prima presenza alla fase finale sin dal 1989 con il nuovo allenatore Jason Taylor |
| 2008     | 24      | 8     | 0    | 16    | 14 / 16                 |   |   |   |   |    | Jason Taylor                 |                                                                   | Eguagliato il secondo più grande ritorno nella storia della NRL Dopo essere stati in vantaggio di 28–4 dopo 15 minuti, i Rabbitohs vinsero l'incontro per 29–28.                     |
| 2009     | 24      | 11    | 0    | 13    | 10/16                   |   |   |   |   |    | Jason Taylor                 | Roy Asotasi                                                       | Centesima stagione |
| 2010     | 24      | 11    | 0    | 13    | 9/16                    |   |   |   |   |    | John Lang                    | Roy Asotasi                                                       | |
| 2011     | 24      | 11    | 0    | 13    | 10/16                   |   |   |   |   |    | John Lang                    | Roy Asotasi                                                       | |
| 2012     | 24      | 16    | 0    | 8     | 3/16                    |   |   |   | X |    | Michael Maguire              | Michael Crocker, Roy Asotasi, John Sutton, Matt King, Sam Burgess | La stagione si concluse con una sconfitta nelle fasi preliminari contro i Bulldogs.                                                                                                  |
| 2013     | 24      | 18    | 0    | 6     | 2/16                    |   |   |   | X |    | Michael Maguire              | John Sutton                                                       | La stagione finisce con una semifinale persa contro Manly. |
| 2014     | 24      | 15    | 0    | 9     | 3/16                    | X |   |   | X |    | Michael Maguire              | John Sutton                                                       | Premiers |
| 2015     | 24      | 13    | 0    | 11    | 7/16                    |   |   |   | X |    | Michael Maguire              | Greg Inglis                                                       | Campioni del World Club Challenge e dell'Auckland Nines |
| 2016     | 24      | 9     | 0    | 15    | 12/16                   |   |   |   |   |    | Michael Maguire              | Greg Inglis                                                       | Sam Burgess ritorna dopo un periodo nel rugby a 15. |
| 2017     | 24      | 9     | 0    | 15    | 12/16                   |   |   |   |   |    | Michael Maguire              | Greg Inglis, Sam Burgess                                          | Il capitano Greg Inglis fu assente per maggior parte della stagione in seguito ad uno strappo al legamento crociato anteriore durante la prima giornata.                             |
| 2018     | 24      | 16    | 0    | 8     | 3/16                    |   |   |   | X |    | Anthony Seibold              | Greg Inglis, Sam Burgess                                          | La stagione finì con una sconfitta contro i Roosters durante le fasi preliminari. |
| 2019     | 24      | 16    | 0    | 8     | 3/16                    |   |   |   | X |    | Wayne Bennett                | Sam Burgess, Cody Walker                                          | Il capitano Greg Inglis era infortunato al secondo incontro e si ritira 2 mesi dopo. La stagione finisce con una sconfitta contro Canberra e il ritiro di Sam Burgess e John Sutton. |

### Individuale
| Anno | George Piggins Medal      | Jack Rayner Players' Player Award | Bob McCarthy Clubman of the Year Award | John Sattler Rookie of the year Award | Roy Asotasi Members’ Choice Award | The Burrow Appreciation Award | Female Player of the Year | Women's Players' Player Award  | The Burrow Appreciation Award (Womens) | NYC Best and Fairest Award | NYC Players’ Player |
| ---- | ------------------------- | --------------------------------- | -------------------------------------- | ------------------------------------- | --------------------------------- | ----------------------------- | ------------------------- | ------------------------------ | -------------------------------------- | -------------------------- | ------------------- |
| 2003 | Bryan Fletcher            | Luke Stuart                       | Jason Death                            | Mark Minichiello                      | Justin Smith                      | —                             | —                         | —                              | —                                      | —                          | —                   |
| 2004 | Ashley Harrison           | Ashley Harrison                   | Ashley Harrison                        | Joe Williams                          | Mark Minichiello                  | —                             | —                         | —                              | —                                      | —                          | —                   |
| 2005 | Peter Cusack              | Peter Cusack                      | Luke Stuart                            | Manase Manuokafoa e Yileen Gordon     | John Sutton                       | —                             | —                         | —                              | —                                      | —                          | —                   |
| 2006 | David Fa'alogo            | Nathan Merritt                    | Peter Cusack                           | Germaine Paulson                      | Nathan Merritt                    | —                             | —                         | —                              | —                                      | —                          | —                   |
| 2007 | Roy Asotasi               | Roy Asotasi                       | Luke Stuart                            | Issac Luke                            | Roy Asotasi                       | Paul Mellor                   | —                         | —                              | —                                      | —                          | —                   |
| 2008 | Luke Stuart               | Luke Stuart eNathan Merritt       | Beau Champion                          | Chris Sandow                          | Luke Stuart                       | Luke Stuart                   | —                         | —                              | —                                      | Trent Trotter              | Jason Clark         |
| 2009 | John Sutton               | Luke Stuart                       | Scott Geddes                           | David Tyrrell                         | Nathan Merritt                    | Nathan Merritt                | —                         | —                              | —                                      | Jason Clark                | Jason Clark         |
| 2010 | Issac Luke                | Sam Burgess                       | Sam Burgess                            | Dylan Farrell                         | Issac Luke                        | Chris Sandow                  | —                         | —                              | —                                      | Matt Mundine               | Malcolm Webster     |
| 2011 | Nathan Merritt            | Chris Sandow                      | Michael Crocker                        | Nathan Peats                          | Michael Crocker                   | Michael Crocker               | —                         | —                              | —                                      | Kyle Turner                | Adrian Ha’angana    |
| 2012 | John Sutton               | Greg Inglis                       | Sam Burgess e Michael Crocker          | Adam Reynolds                         | Adam Reynolds                     | Adam Reynolds                 | —                         | —                              | —                                      | Luke Keary                 | Jesse Roberts       |
| 2013 | John Sutton e Greg Inglis | Sam Burgess                       | Matt King                              | Dylan Walker                          | Issac Luke                        | Issac Luke                    | —                         | —                              | —                                      | Cameron McInnes            | Cameron McInnes     |
| 2014 | Sam Burgess               | Sam Burgess                       | Sam Burgess                            | Alex Johnston                         | Sam Burgess                       | Sam Burgess                   | —                         | —                              | —                                      | Cheyne Whitelaw            | Jack Gosiewski      |
| 2015 | Greg Inglis               | Greg Inglis                       | Ben Lowe                               | Chris Grevsmuhl                       | Bryson Goodwin                    | Jason Clark                   | —                         | —                              | —                                      | Clayton Williams           | Clayton Williams    |
| 2016 | Sam Burgess               | Sam Burgess                       | Jason Clark                            | Cody Walker                           | Cody Walker                       | Kyle Turner                   | —                         | —                              | —                                      | Maia Sands                 | Maia Sands          |
| 2017 | Sam Burgess               | Angus Crichton                    | Damien Cook                            | Cameron Murray                        | Angus Crichton                    | Angus Crichton                | —                         | —                              | —                                      | Gabe Hamlin                | Campbell Graham     |
| 2018 | Damien Cook               | Sam Burgess                       | John Sutton                            | Adam Doueihi                          | Damien Cook                       | Damien Cook                   | Maddie Studdon            | Chloe Caldwell e Taleena Simon | Chloe Caldwell e Grace Uluiburotu      | —                          | —                   |